# День Черноморского флота
День Черноморского флота (или День Черноморского флота ВМФ России, День рождения Черноморского флота ВМФ РФ) — российский праздник, ежегодно отмечаемый 13 мая в честь создания Черноморского флота ВМФ России. Установлен приказом Главнокомандующего ВМФ РФ адмирала флота Ф. Н. Громова № 253 от 15 июля 1996 года «О введении годовых праздников и профессиональных дней по специальности».

## Описание
День Черноморского флота установлен в 1996 году. Празднуется 13 мая (2 мая по старому стилю) — день, когда в 1783 году 11 судов Азовской флотилии под командованием вице-адмирала Ф. А. Клокачёва вошли в Ахтиарскую бухту, где 3 (14) июня того же года был заложен Севастополь. Ежегодно отмечается как день рождения Черноморского флота ВМФ РФ.
Основные торжества проходят в Севастополе и Новороссийске.
В ходе праздничных торжеств проводятся мероприятия:
- торжественные построения личного состава и поднятие на кораблях флагов расцвечивания,
- возложение венков и цветов к памятникам Екатерине II, флотоводцам и морякам-черноморцам,
- чествование ветеранов флота,
- торжественные митинги,
- праздничные концерты,
- в соборах и храмах совершаются торжественные службы[3][8][9].